# Megan Plourde
Megan Plourde (Stillwater, 14 novembre 1989) è un'ex pallavolista statunitense.
Giocava nel ruolo di centrale.

## Carriera
La carriera di Megan Plourde inizia a livello scolastico, difendendo i colori della Somerset High School. Al termine delle scuole superiori, approda nella Division I NCAA, alla quale prende parte dal 2008 al 2012, saltando tuttavia la prima stagione, con la Colorado State University.
Nel gennaio 2014 inizia la carriera professionistica in Croazia, disputando la seconda parte del campionato 2013-14 con lo Ženski Odbojkaški Klub Split 1700. Nel campionato seguente gioca nella Lega Nazionale A svizzera col Volleyballclub Sm'Aesch Pfeffingen, ritirandosi al termine dell'annata.

## Palmarès

### Premi individuali
- 2011 - All-America Third Team